# Sovtek

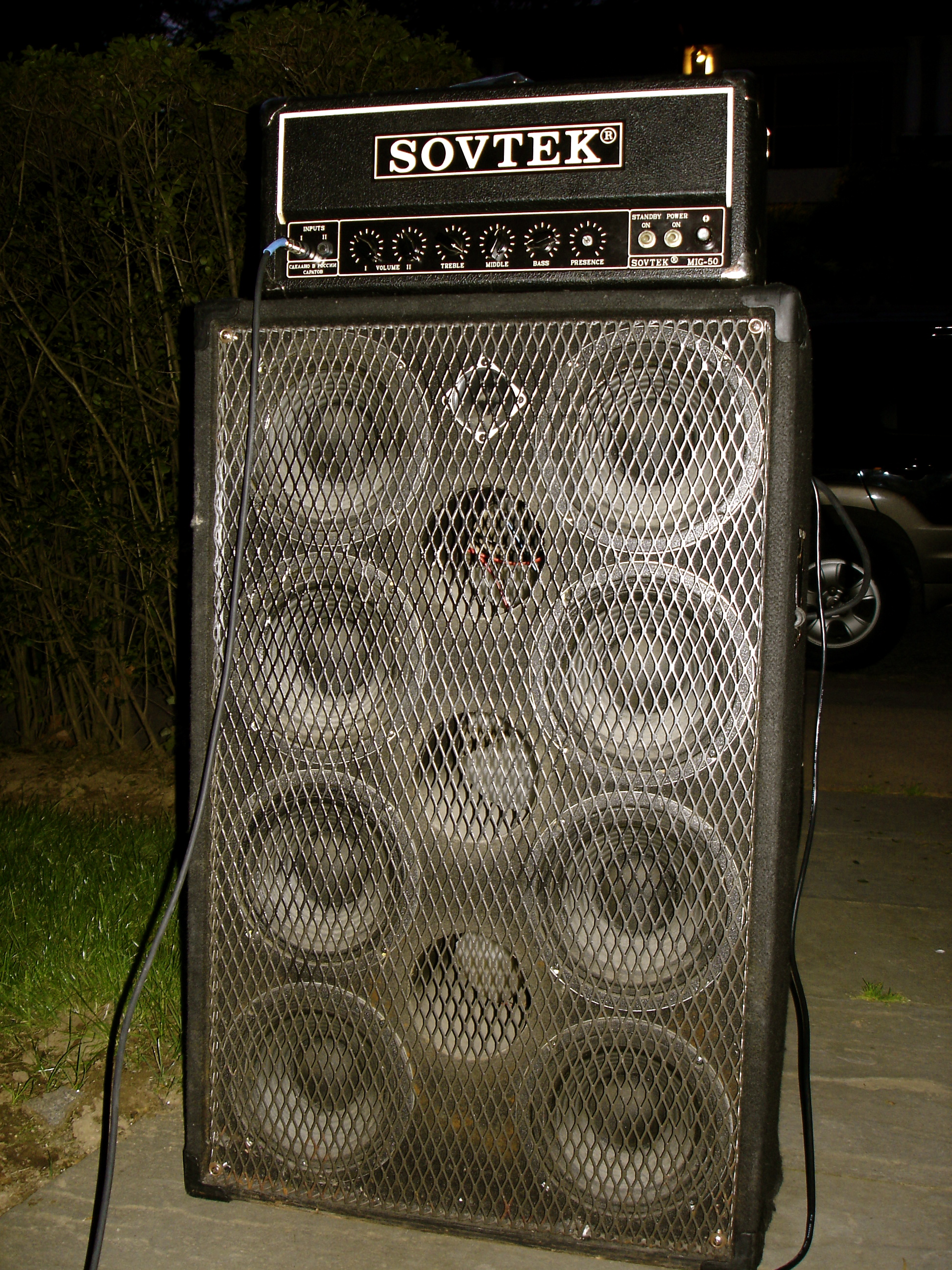
Un amplificatore Sovtek MIG-50 in cima a una cassa
SWR "Henry the 8x8" speaker cabinet

Sovtek è un marchio di valvole termoioniche di proprietà della New Sensor Corporation di Mike Matthews e prodotto a Saratov, Russia. Sono spesso utilizzati per l'amplificazione di chitarre elettriche e includono alcune versioni dei popolari 12AX7, EL84, EL34 e 6L6. Molti degli amplificatori valvolari moderni montano di serie valvole Sovtek.
Negli anni '90, negli stabilimenti della Sovtek a San Pietroburgo, Saratov e Novosibirsk si producevano anche diversi amplificatori per basso e chitarra, ma poi la produzione cessò.